# Dumuzi (władca Uruk)
Dumuzi – według „Sumeryjskiej listy królów” czwarty władca tzw. I dynastii z Uruk. Dotyczący go fragment brzmi następująco:
„Dumuzi, rybak, który (pochodził) z miasta Kuara, panował przez 100 lat” (jedna z zachowanych wersji Listy dodaje "pojmał Enmebaragesi własnoręcznie").